# شیکاری (کمیک)
شیکاری (به انگلیسی: Shikari) یک شخصیت خیالی ابرقهرمان در کتاب‌های کامیک آمریکایی منتشر شده توسط دی‌سی کامیکس است. شخصیت شیکاری توسط دن ابنت، اندی لنینگ و الیویه کوئایپل خلق شده‌است؛ که برای اولین بار در شمارهٔ ۱ از لیجن لاست (مه ۲۰۰۰) حضور پیدا کرد. او ابرقهرمانی در سده ۳۱، و یکی از اعضای تیم لژیون ابرقهرمانان به‌شمار می‌رود. او همچنین یکی از اعضای نژادی بیگانه تحت عنوان کوای است، که قدرت‌های قوم خود شامل پرواز، ردیابی، راه‌یابی و ساختار استخوان‌بندی بیرونی جمع شدنی را داراست.
نام او لغتی بنگالی به معنای شکارچی است که از کلمه شیکار «Hunt» مشتق شده‌است.